# Thymelicus sylvatica
Espèce
Thymelicus sylvatica est une espèce de lépidoptères (papillons) de la famille des Hesperiidae, de la sous-famille des Hesperiinae et du genre Thymelicus.

## Répartition
Thymelicus sylvatica se rencontre en Asie, dans le sud-ouest de la Chine, en Corée et au Japon,.

## Description
C'est un petit papillon au dessus orange très largement bordé et suffusé de marron aux veines marron très visibles sur la partie orange. Le revers est jaune orangé avec les veines marron.

## Liste des sous-espèces
Selon GBIF (18 mai 2024) :
- Thymelicus sylvatica astigmata (Leech, 1894)
- Thymelicus sylvatica nervulata (Mabille, 1876)
- Thymelicus sylvatica occidentalis (Leech, 1894)
- Thymelicus sylvatica sylvatica (Bremer, 1861)
- Thymelicus sylvatica tenebrosa (Leech, 1894)

## Biologie

### Période de vol
Thymelicus sylvatica vole en juillet et août.

### Plantes hôtes
Les plantes hôtes de sa chenille sont des Poaceae (graminées) : Agropyron, Brachypodium, Bromus, Calamagrostis et Carex,.

### Protection
Pas de statut de protection particulier.

## Classification
Le nom valide complet (avec auteur) de ce taxon est Thymelicus sylvatica (Bremer, 1861).
L'espèce a été initialement classée dans le genre Pamphila sous le protonyme Pamphila sylvatica Bremer, 1861.
Thymelicus sylvatica a pour synonyme :
- Pamphila sylvatica Bremer, 1861